# Türk Telekom Arena
Türk Telekom Arena je stadion v Istanbulu (Turčija). Je domači stadion Galatasaraya. Graditi so ga začeli 15. oktobra 2011. 
Kapaciteta stadiona se je pogosto spreminjala; vrh je dosegla po širitvi leta 2011, ko je stadion sprejel do 52.652 gledalcev. 

### Podatki
- Kapaciteta: 52,652
- Igrišče
  - Dolžina: 107 m
  - Širina: 72 m
  - Podlaga: trava
- Otvoritev
  - 15. december 2011
  - Prva tekma: Galatasaray - Ajax F.C.